# Dębołęka (Łódź)
Pour les articles homonymes, voir Dębołęka.
Dębołęka est une localité polonaise de la gmina de Brzeźnio, située dans le powiat de Sieradz en voïvodie de Łódź.